# Södermanlands runinskrifter 48
Södermanlands runinskrifter 48 är en runsten som sitter inmurad i södra ytterväggen till Stigtomta kyrka i Stigtomta socken och Nyköpings kommun. 

## Stenen
Stenens ornamentik består av en runorm i Ringerikestil och vars hals och svans är låsta med ett iriskt koppel. Motivet saknar det kristna korset. Stenen har hamnat i en liggande position och helt nära marken.

## Inskriften
Translitterering av runraden:
× uiglaikR × auk × kiuli × auk × helgi × auk × iulfastr × þeiR × raistu × stain eftiR × þorbiarn
Normalisering till runsvenska:
ViglæikR ok Kiuli/Gylli ok Hælgi ok Igulfastr, þæiR ræistu stæin æftiR Þorbiorn.
Översättning till nusvenska:
Viglek och Kjule/Gylle och Helge och Holmfast de reste stenen efter Torbjörn.